# ワッフル (雑誌)
『ワッフル』（Waffle）は、かつてぶんか社から発行されていた、いわゆるお菓子系の月刊グラビア雑誌である。

## 概要
創刊は1997年10月号。最終号の2000年4月号で休刊するまで、計31号が発行された。
1997年には、本誌のほかに「ラッキークレープ」、「ジューシープレス」と、お菓子系グラビア雑誌の創刊が相次いだ。これは、青少年保護育成条例に基づく有害図書の規制の厳格化などに伴い、コンビニエンスストアが自主規制を強化してアダルト雑誌の販売を制限したため、出版社がこれに代わるものとして非ヌードのグラビア雑誌を創刊したためとされる。
「クリーム (雑誌)」に代表されるお菓子系グラビア誌では、その名の通り、お菓子を連想させる誌名を持つものが多い。「ワッフル」もお菓子の一種である。
本誌のメイングラビアに登場したモデルには、相川みさお、久保亜沙香、飯窪五月、松坂紗良、升水美奈子らがいる。他誌と比べセーラー服などのグラビアをただ見せるのではなく、ドラマ性を感じさせるシチュエーションにこだわった写真が多く、「東京女子高生MAP」など取材記事でも差別化を図っていた。
本誌から派生したムック本として、「ワッフルスーパーコレクション」も7冊発行されている。また、ムック本としては他に「Waffle特別編集 美少女伝説」、「Waffle特別編集 少女回帰線」も発行されている。